# Open Invention Network
Open Invention Network (OIN) er en virksomhed, der opkøber patenter og frit licenserer dem til selskaber, der som modgift indvilliger i ikke at håndhæve deres egne patenter mod Linux eller Linux-relaterede applikationer.
Virksomheden blev grundlagt den 10. november 2005 i New York af IBM, Novell, Philips, Red Hat og Sony. Efterfølgende blev NEC også medlem. Keith Bergelt er virksomhedens administrerende direktør. Tidligere var Bergelt formand og administrerende direktør for Paradox Capital, LLC.
OIN ejer den ophørte virksomhed Commerce Ones webservice-patenter (tidligere opkøbt af Novell for 15,5 millioner US-dollar), som dækker flere fundamentale elementer i de aktuelle fremgangsmåder ved B2B-e-handel.
Ifølge Mark Webbink fra Red Hat, indeholder OIN's liste over primære applikationer blandt andre Apache, Eclipse, Evolution, Fedora Directory Server, Firefox, GIMP, GNOME, KDE, Mono, Mozilla, MySQL, Nautilus, OpenLDAP, OpenOffice.org, Open-Xchange, Perl, PostgreSQL, Python, Samba, SELinux, Sendmail og Thunderbird.
Den 26. marts 2007 licenserede Oracle OIN's portfolio, og gik dermed med til ikke at håndhæve deres patenter mod Linux-verdenen, herunder konkurrenterne MySQL og PostgreSQL, når de indgår som en del af et Linux-system. Den 7. august 2007 blev også Google licenstager hos OIN. Barracuda Networks blev licenstager den 2. oktober 2007. Den 23. marts 2009 blev TomTom licenstager hos OIN.